# Alter Markt
L’Alter Markt (letteralmente: “mercato vecchio”, in contrapposizione al Neuer Markt, o “mercato nuovo”) è una piazza posta nel centro storico della città di Potsdam.

## Storia
La piazza, costituente l'antico centro della città, nacque nel medioevo immediatamente a nord del castello costruito a guardia dell'attraversamento del fiume Havel.
A partire dal 1750, su iniziativa del re Federico II, i vecchi edifici vennero progressivamente sostituiti da nuovi palazzi, costruiti in stile barocco su modello della Roma dell'epoca.
Nel 1945, nelle fasi finali della seconda guerra mondiale, un violento bombardamento distrusse tutti gli edifici della piazza. Nel dopoguerra vennero ricostruiti l'Altes Rathaus (municipio vecchio), l'obelisco e la chiesa di San Nicola; le rovine del castello e degli edifici posti sulla riva della Havel (tra cui l'imponente palazzo Barberini) vennero invece rimosse e sostituite da aree a giardino. L'aspetto della piazza venne modificato con la costruzione di un grattacielo adibito ad albergo (1967-69) e del complesso edilizio “Staudenhof” (1970-78). Venne anche iniziata la costruzione di un nuovo teatro, tuttavia interrotta in seguito alla svolta politica del 1989.
A partire dal 2005 iniziarono i lavori di ricostruzione del volto storico della piazza.

## Caratteristiche
Sulla piazza, di forma irregolare, si affacciano edifici di notevole importanza monumentale:
- sul lato nord la chiesa evangelica di San Nicola e il complesso edilizio Staudenhof;
- sul lato est il vecchio municipio e il ricostruito Palazzo Barberini, sede del Museo Barberini;
- sul lato sud la ricostruzione moderna dello Stadtschloss;
- Al centro della piazza è posto un obelisco.